# Copa de Campions de la Lliga juvenil de futbol
La Copa de Campions de la Lliga juvenil de futbol és una competició de futbol que es disputa a Espanya i que enfronta als equips campions de la Divisió d'honor juvenil de futbol. Aquest sistema de competició s'instaura l'any 1996 substitueix l'antiga Lliga juvenil, convertint-se en la màxima categoria de futbol juvenil.

## Historial de la Lliga de juvenils

### Copa de Campions
| Temporada | Campió            | Subcampió         | Resultat | Incidències    |
| 2009-2010 | Reial Madrid      | València CF       | 3-1      |                |
| 2008-2009 | FC Barcelona      | Celta de Vigo     | 2-0      |                |
| 2007-2008 | RCD Espanyol      | Vila-real CF      | 2-1      |                |
| 2006-2007 | València CF       | Reial Madrid      | 3-1      |                |
| 2005-2006 | Reial Madrid      | Reial Valladolid  | 1-0      |                |
| 2004-2005 | FC Barcelona      | Sporting de Gijón | 3-1      |                |
| 2003-2004 | Sporting de Gijón | RCD Espanyol      | 0-0      | Penaltis (4-1) |
| 2002-2003 | Màlaga CF         | RCD Espanyol      |          |                |
| 2001-2002 | Atlètic de Madrid | Reial Saragossa   | 3-0      |                |
| 2000-2001 | CA Osasuna        | Atlètic de Madrid | 1-0      |                |
| 1999-2000 | Reial Madrid      | FC Barcelona      | 4-2      |                |
| 1998-1999 | Reial Societat    | Sevilla FC        | 0-0      | Penaltis       |
| 1997-1998 | Reial Societat    | València CF       | 2-1      |                |
| 1996-1997 | Reial Madrid      | Sevilla FC        | 2-0      |                |
| 1995-1996 | Deportivo         | Reial Madrid      | 2-1      |                |
| 1994-1995 | Reial Madrid      | Sevilla FC        | 4-1      |                |

### Antiga Lliga de Divisió d'honor sub-19
| Temporada | Campió        | Subcampió        |
| 1994-1995 | Sevilla FC    | FC Barcelona     |
| 1993-1994 | FC Barcelona  | València CF      |
| 1992-1993 | Reial Madrid  | Reial Valladolid |
| 1991-1992 | Athletic Club | Reial Madrid     |
| 1990-1991 | Sevilla FC    | FC Barcelona     |
| 1989-1990 | Reial Madrid  | Reial Betis      |
| 1988-1989 | Athletic Club | CA Osasuna       |
| 1987-1988 | Reial Madrid  | FC Barcelona     |
| 1986-1987 | Reial Madrid  | FC Barcelona     |